# PalaPalumbo
Il Pala Palumbo, situato a Salerno nel quartiere di Torrione Alto, ospita gli incontri casalinghi della PDO Handball Salerno 1985 militante in Serie A1 (pallamano femminile) e della Pallamano Lanzara 2012, militante in Serie A2 (pallamano maschile)